# Vladimír Žahour
Vladimír Žahour (6. května 1925, Železný Brod – ?2013, Poděbrady) byl sklářský výtvarník a designér užitkového skla.

## Život
Pocházel z rodiny pánského krejčího v Železném Brodě a po absolvování základní školy neměl během války jinou možnost než studovat na místní sklářské škole. V letech 1939-1943 absolvoval Státní odbornou školu sklářskou v Železném Brodě. Nastoupil pak jako brusič skla v Boučkově sklárně v Malé Skále a odtud dostal doporučení pokračovat ve studiu. Od roku 1945 studoval na Vysoké škole uměleckoprůmyslové v Praze v ateliéru pro užité sochařství, glyptiku a rytí ve skle  prof. Karla Štipla. VŠUP absolvoval roku 1950 a poté do roku 1952 vykonával povinnou vojenskou službu.
Vrátil se do Železného Brodu, ale jako syn živnostníka dostal umístěnku na Mostecko, kde měl pracovat jako stavební dělník. Díky přímluvě prof. Štipla se stal zaměstnancem pražského Ústavu bytové a oděvní kultury a odtud roku přešel 1954 do Poděbradských skláren. V Poděbradech pracoval zprvu v kreslírně, ale jeho talentu si všiml vedoucí dílny František Šorm a dal mu prostor k vlastní tvorbě. Uplatnit nové pojetí dekoru skla v Poděbradských sklárnách nebylo zpočátku jednoduché a ke změně došlo až v 60. letech po příchodu nového ředitele Karla Jindry. Po sovětské okupaci roku 1968 byl tento progresivní ředitel z vedení podniku odstraněn. Další změnu způsobil až zvýšený zájem zahraničních zákazníků o nové dekory olovnatého křišťálu a podpora inovací od podniku Skloexport.
Do roku 1985 byl hlavním sklářským výtvarníkem Poděbradských skláren (předválečné sklárny Inwald, od poloviny 60. let sloučeny do n.p. Sklárny Bohemia v Poděbradech, který soustřeďoval veškerou výrobu olovnatého křišťálu v Čechách). Některá díla broušeného skla vyvzorovaná v tomto období patří do "zlatého fondu" moderního českého skla. Od roku 1985 byl výtvarníkem na volné noze a věnoval se dřevěné plastice.

### Ocenění (výběr)
- 1963 Zlatá medaile, Leipziger Messe
- 1964 Dokonalý výrobek ČSR
- 1966 Zlatý kahan, Ostrava
- 1967 Velká cena, Biennale Ljubljana
- 1970 Vynikající výrobek roku
- 1973 Zlatá medaile, Mezinárodní výstava skla a bižuterie Jablonec nad Nisou
- 1979 Zlatá medaile, Mezinárodní výstava skla a bižuterie Jablonec nad Nisou

## Dílo
Prof. Karel Štipl byl považován za konzervativního učitele, ale jeho žáci měli během studia možnost vykonávat praxi ve sklárnách Inwald, osvojit si různé techniky zpracování skla i prosadit vlastní názor. Vladimír Žahour uspěl již roku 1949 se svou studentskou prací - vázou z olovnatého křišťálu foukanou do formy a zdobenou rytím a leštěním (publikováno v encyklopedii Helmut Ricke (ed.), Czech Glass 1945–1980). Ricke uvádí, že Žahourovo nové pojetí lovecké scény bylo inspirací pro raná díla Jiřího Harcuby.
Vladimír Žahour přinesl do Poděbradských skláren nový moderní výtvarný názor a jeho design olovnatého křišťálu, ke kterému přistupoval jako k sochařskému materiálu, se dočkal ocenění na mezinárodních výstavách skla. Žahourovo sklo je zastoupeno v prestižních zahraničních sbírkách. 
Jedním z jeho prvních návrhů byla roku 1959 štíhlá váza z olovmatého křišťálu zdobená vertikálním reliéfem a pokosovým broušením. Bohatý dekor vytváří optický a světelný kontrast k jednoduchému tvaru vázy a představuje zcela novou a moderní koncepci broušení olovnatého skla. Váza byla vystavena na XII Milánském trienále roku 1960 a byla jedním z nejúspěšnějších výrobků skláren Bohemia v následujících letech. Zásluhou Vladimíra Žahoura, který objevil a ve svých realizacích ověřil nové možnosti zhodnocení olovnatého skla broušením, dosahovalo technicko-výtvarné středisko Skláren Bohemia v 60. letech nejlepších výsledků v užitkovém a uměleckém skle.
V muzejních sbírkách je i nápojové broušené sklo, které Žahour navrhl. Sám autor v rozhovoru uvádí, že požadavky průmyslu na jednoduchost masově vyráběného skla byly pro něj omezující. Jeho komerčně nejúspěšnějším návrhem se tak stal nápojový soubor vyvzorovaný roku 1967, který pak tvořil až polovinu celkové produkce skláren a vyrábí se až do současnosti. Roku 1983 navrhl nápojový soubor Laura pro průmyslovou výrobu ve sklárnách Bohemia ve Světlé nad Sázavou.
O zařazení výrobku do výroby rozhodovala výtvarná rada, která např. určovala kvóty nových výrobků. Jedním z požadavků výroby bylo pokrýt povrch brusem, aby se zakryly vady skloviny. V tomto ohledu byly výtvarným i výrobním přínosem strukturální brusy, které byly komerčně úspěšné a vytlačily tradiční ornamenty. Ploché tvary váz a žardiniér zase umožnily dekorovat přední stěnu např. čočkovitým výbrusem a zadní lineární rytinou. Při změně úhlu pohledu tak vznikaly zajímavé optické nebo kinetické efekty.

### Zastoupení ve sbírkách
- Moravská galerie v Brně[13]
- Museum Oberhausen
- Muzeum skla a bižuterie v Jablonci nad Nisou
- Severočeské muzeum p.o., Liberec
- The British Museum, Londýn
- The Corning Museum of Glass, Corning, New York
- Steinberg Foundation, Vaduz
- Museum Kunstpalast, Düsseldorf[11]
- Východočeské muzeum, Pardubice

### Výstavy (výběr)
- 1957 Vetro di Boemia, La Triennale di Milano
- 1958 Expo 58, Brusel
- 1959 Československé sklo, Manež (Moscow Manege), Moskva
- 1959 Glass '59, The Corning Museum of Glass, Corning
- 1961 Užité umění a průmyslové výtvarnictví, Uměleckoprůmyslové museum, Praha
- 1963 Bilance 1962-63: Třetí členská výstava Skupiny průmyslových výtvarníků U. B., Galerie Československý spisovatel, Praha
- 1963 Współczesne szkło w Czechosłowacji, Muzeum Śląskie, Wrocław
- 1964 Tschechoslowakisches Glas, Grassi - Museum für Angewandte Kunst, Lipsko
- 1965 Tsjekkoslovakisk glass, keramik og tekstiler, Kunstindustrimuseet - The Museum of Decorative Arts and Design, Oslo
- 1965 Výtvarní umělci k výročí 20 let ČSSR, Dům U Hybernů, Praha
- 1965 Tšekkoslovakian taideteollisuutta / Tjeckoslovakisk konstindustri, Helsingin Taidehalli / Helsingfors Konsthall, Helsinky
- 1966 Aktuální tendence v československém užitém umění a průmyslovém výtvarnictví, Obecní dům, Praha
- 1967 Expo 67, Montreal
- 1967 Sklo '67, Staroměstská radnice, Praha
- 1968 Bilanz 68, Arbeitsgemeinschaft des deutschen Kunsthandwerkes, Kolín nad Rýnem
- 1969 50 let českého užitého umění a průmyslového výtvarnictví, Mánes, Praha
- 1969 Z přírůstků užitého umění 20. století, Moravská galerie v Brně
- 1969 50 Jahre der Tschechischen angewandten Kunst und Industrial Design, MAK - Österreichisches Museum für angewandte Kunst / Gegenwartskunst, Vídeň
- 1970 Současné české sklo, Mánes, Praha
- 1970 Zamiary i zapasy: 50 lat czeskiej sztuki stosowanej i plastyki przemysłowej, Muzeum Śląskie, Wrocław
- 1972/1973 Angewandte Kunst aus der ČSSR, Kunsthalle Weimar, Výmar, Kunsthalle Rostock, Neue Galerie, Berlín
- 1974 Hedendaagse ambachtskunst uit Tsjechoslowakije, Bruggy
- 1976 Jablonec 76: II. mezinárodní výstava skla a porcelánu, Jablonec nad Nisou
- 1977 Umělecké sklo 1977. Oborová přehlídka současné sklářské tvorby, Praha
- 1980 Užité umění 70/80. Sklo, kov, textil, nábytek, keramika., Moravská galerie v Brně
- 1984 Československé sklo 84,
- 1990 Skleněný inspiromat: Československé sklo z let 1955-1965, Severočeské muzeum p.o., Liberec
- 1991 Prague Glass Prize 91 / Sklářská cena Praha 91, Mánes, Praha
- 1996/1997 Užité umění 60. let, Uměleckoprůmyslové muzeum, Brno (Brno-město)
- 2005 Aufbruch. Tschechische Glas 1945-1980, Museum Kunstpalast (Kunstmuseum Düsseldorf), Düsseldorf
- 2005/2006 Design in an Age of Adversity: Czech Glass, 1945-1980, The Corning Museum of Glass, Corning, Museum of Glass, Tacoma
- 2007 Czech Glass / 1945-1980 (Design in an Age of Adversity and Illusion) / České sklo / 1945-1980 (Tvorba v době mizerie a iluzí), Veletržní palác, Praha
- 2007 Tschechisch Glaskunst 1945-1970, Glasmuseum, Frauenau
- 2008 Hi Sklo Lo Sklo: Post War Czech Glass Design From Masterpiece To Mass-Produced, King's Lynn Arts Centre, Norfolk
- 2017 Automat na výstavu: Československý pavilon na Expo 67 v Montrealu / The Automatic Exhibition: The Czechoslovak Pavilion at Expo 67 in Montreal, Retromuseum, Cheb
- 2018/2019 Dva v jednom: Design českého a slovenského skla 1918–2018, Muzeum skla a bižuterie v Jablonci nad Nisou